# ديفيد باليري
ديفيد باليري (بالإيطالية: David Balleri)‏ (من مواليد 28 مارس 1969) هو لاعب كرة قدم إيطالي سابق لعب كمدافع.